# Wolfgang Killing
Wolfgang Killing (República Federal Alemana, 12 de febrero de 1953) es un atleta alemán retirado especializado en la prueba de salto de altura, en la que consiguió ser medallista de bronce europeo en pista cubierta en 1978.

## Carrera deportiva
En el Campeonato Europeo de Atletismo en Pista Cubierta de 1978 ganó la medalla de bronce en el salto de altura, con un salto por encima de 2.27 metros, tras el soviético Vladimir Yashchenko (oro con 2.35 metros) y el también alemán Rolf Beilschmidt (plata con 2.29 metros).